# Курбский, Владимир Михайлович Чёрный
Князь Владимир Михайлович Курбский по прозванию Чёрный — голова и воевода на службе у Московского князя Василия III.
Из княжеского рода Курбских, отрасли князей Ярославских. Рюрикович в XXI поколении. Средний сын князя Михаила Фёдоровича Курбского-Карамыша. Имел братьев, князей: Михаила и Фёдора Михайловичей.

## Биография
В 1521 году голова в Серпухове, этим же летом отправлен воеводой в войска против крымцев, где и погиб в июне в сражении на Оке у города Коломна, во время похода на Москву крымского хана Мухаммед Гирея, когда войска хана переправлялись через реку. В этом неудачном для русских сражении они не смогли воспрепятствовать переправе крымских войск через Оку, что привело к серьёзному поражению в войне и разорению Москвы. Его имя записано в синодик Успенского собора в Московском кремле, Софийского Новгородского собора и Успенского Ростовского собора на вечное поминовение.
По родословной росписи показан бездетным.